# Ястребна
Ястребна (болг. Ястребна) — село в Болгарии. Находится в Силистренской области, входит в общину Ситово. Население на 2015 год составляло 8 человек, но ни один из жителей не был постоянно зарегистрирован в селе. Депопуляция послужила причиной закрытия местного кооператива. Из ремесел представлено пчеловодство. Рядом расположен карьер по добыче камня.